# 蒋慧萍
蒋慧萍（英語：Fay Chiang，1952年1月27日—2017年10月20日）是一位美国华人诗人，作家，视觉艺术家。

## 生平
1952年出生于纽约布朗克斯的一个华人家庭，成长于杰克逊高地。曾就读于亨特学院，期间参与反越南战争活动。后因照顾生病父亲继承家庭洗衣店而中断学业，后毕业于纽约视觉艺术学院。1975年至1986年担任亚裔美国人艺术组织地下室工作坊负责人。
2017年10月20日因癌症并发症逝世，享年65岁。